# Marion Maerz singt Burt Bacharach – Seite eins
Marion Maerz singt Burt Bacharach – Seite eins ist ein Musikalbum der Sängerin Marion Maerz. Das Werk enthält 12 deutschsprachige Coverversionen des US-amerikanischen Komponisten Burt Bacharach. Arrangeur und Orchesterleiter der Studioproduktion war Ingfried Hoffmann. Das Album erschien 1971 als Langspielplatte auf dem Label Reprise Records und wurde 2009 unter dem Titel Marion Maerz – Burt Bacharach Songbook mit veränderter Titelreihenfolge erstmals auf CD wiederveröffentlicht.

## Entstehungsgeschichte

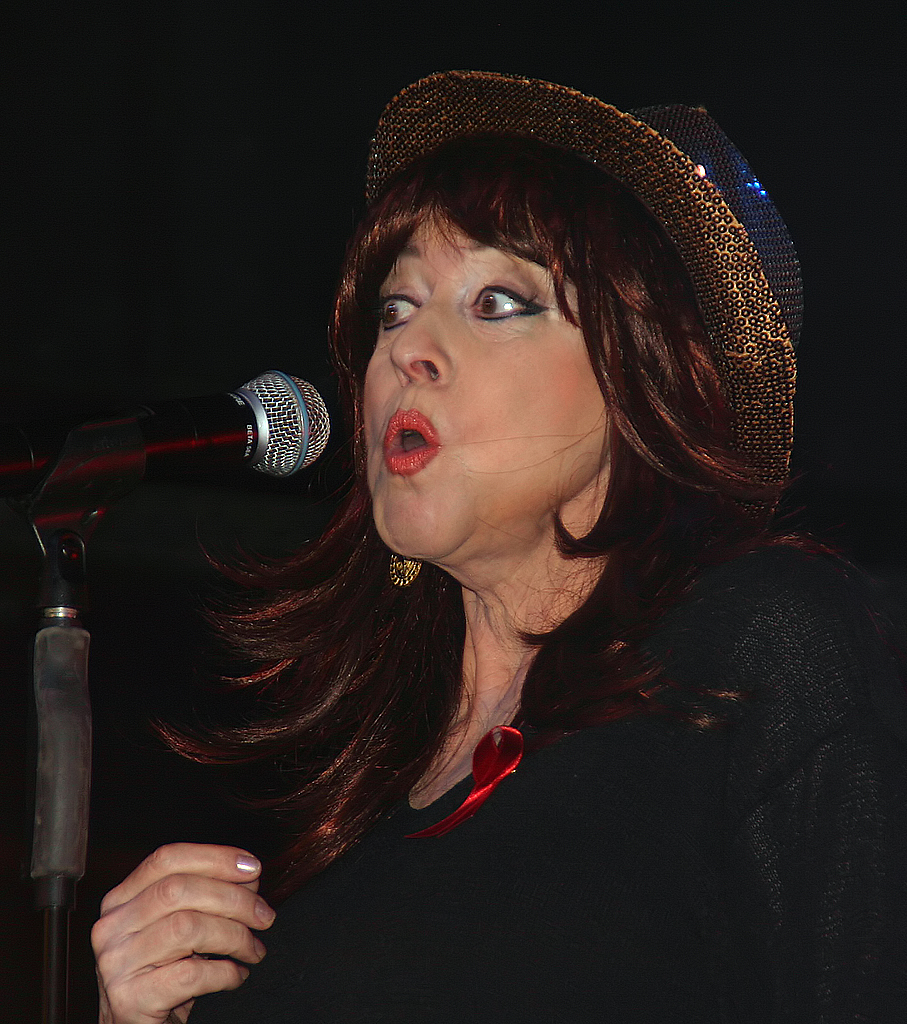
Marion Maerz, 2007, bei einem der Benefiz-Konzerte „Cover Me“ in Köln, wo sie einige Stücke des Albums sang.

1965 konnte die Sängerin Marion Maerz mit dem Beat-Schlager Er ist wieder da einen großen Erfolg verbuchen. Der von Christian Bruhn komponierte Titel kletterte Anfang 1966 bis auf den sechsten Platz der deutschen Hitparaden. Die nachfolgenden Singles verkauften sich zunächst zufriedenstellend, konnten den Erfolg des Hits Er ist wieder da aber nicht wiederholen. In den ausgehenden 1960er Jahren war Marion, damals noch ohne Nachnamen vermarktet, zunehmend unzufrieden mit der Titelauswahl ihres Produzenten Peter Meisel. 1970 verließ die Interpretin das Musiklabel Hansa.
Einige Monate später wurde der Musikproduzent Siegfried E. Loch auf die Künstlerin, nunmehr ohne Plattenvertrag, aufmerksam. Loch war in den 1960er Jahren zu einem erfolgreichen Produzenten zeitgemäßer und anspruchsvoller Unterhaltungsmusik avanciert. Er produzierte unter anderem Schallplatten von Klaus Doldinger, Katja Ebstein, George Gruntz. den Rattles und Attila Zoller. 1970 wurde der erst dreißigjährige Plattenproduzent Gründungsgeschäftsführer der in Hamburg ansässigen Kinney Musik GmbH, die wenig später in WEA Records umbenannt wurde.

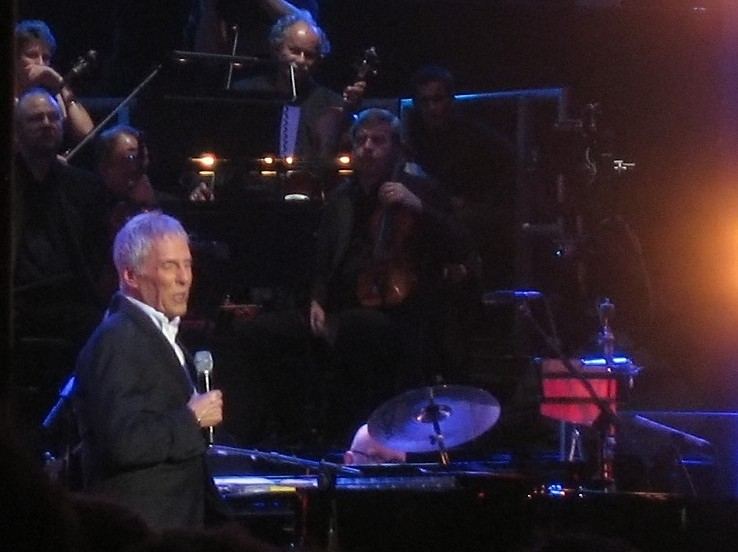
Burt Bacharach, 2008

In Zusammenarbeit mit Marion Maerz entwickelte Siegfried E. Loch die Idee zur Produktion eines Konzeptalbums mit deutschsprachigen Coverversionen des erfolgreichen Songwriter-Duos Burt Bacharach und Hal David. Für die meisten Stücke lagen Liedtexte namhafter Texter wie Ernst Bader, Michael Kunze oder Günter Loose vor. Vereinzelt waren bereits textgleiche deutsche Versionen von Bacharach-Titel erschienen, darunter Ein Haus ist kein Zuhaus / A House Is Not a Home (Corry Brokken), Frag doch nur dein Herz / Trains and Boats and Planes (Die Five Tops), Warten und hoffen / Wishin’ and Hopin’ (Dusty Springfield), Wenn ich die Regentropfen seh’ / Raindrops Keep Fallin' on My Head (Caterina Valente), Alles ist nun vorbei / Anyone Who Had a Heart (Petula Clark), Geh vorbei / Walk On By (Dionne Warwick) und So wie ich / Close to You (Gerhard Wendland).
Als Arrangeur und Orchesterleiter wählte Siegfried E. Loch den Organisten Ingfried Hoffmann, mit dem er bereits mehrere Jazz-LPs produziert hat, die international Beachtung fanden. Im März 1971 wurde das Album im Cornet-Studio in Köln unter der Leitung des Toningenieurs Wolfgang Hirschmann aufgenommen. Die Produktions-Koordination übernahm der aus Liverpool stammende Schlagzeuger Gibson Kemp.

## Titel
Titelliste (Reihenfolge auf der LP)
1. Frag doch nur dein Herz (Trains and Boats and Planes)
(dt. Text: Ernst Bader)
2. So wie ich (Close to You)
(dt. Text: Michael Kunze)
3. Warten und hoffen (Wishin’ and Hopin’)
(dt. Text: Michael Kunze)
4. Ein Haus ist kein Zuhaus (A House Is Not a Home)
(dt. Text: Günter Loose)
5. Geh vorbei (Walk On By)
(dt. Text: Ernst Bader)
6. Auf dieser Erde (All Kinds of People)
(dt. Text: Michael Kunze)
7. Einsame Träume (Odds and Ends)
(dt. Text: Günter Loose)
8. Das Ende der Reise (Twenty Four Hours from Tulsa)
(dt. Text: Michael Baier)
9. Nimm nicht alles so schwer (Don't Go Breaking My Heart)
(dt. Text: Michael Kunze)
10. Wenn ich die Regentropfen seh’ (Raindrops Keep Fallin' on My Head)
(dt. Text: Hans Bradtke)
11. Alles ist nun vorbei (Anyone Who Had a Heart) 
(dt. Text: Ernst Bader)
12. Ich wünsche mir so viel von dir (I Say a Little Prayer)
(dt. Text: Kurt Hertha)

Alle Titel von Burt Bacharach (Musik) und Hal David (Text).

## Veröffentlichungen

Label der LP Marion Maerz singt Burt Bacharach – Seite eins, 1971

Das Album kam 1971 auf dem Label Reprise Records unter Verwendung des neuen Künstler-Nachnamens Maerz als LP mit dem Titel Marion Maerz singt Burt Bacharach – Seite eins in den Handel (Bestellnummer: REP 44135). Obwohl die Langspielplatte von der Programmzeitschrift TV Hören und Sehen ausgiebig beworben wurde und der NDR zu einigen Liedern Clips ausstrahlte, landete Maerz damit einen kommerziellen Misserfolg. Die ursprünglich von Siegfried E. Loch angedachte Produktion weiterer, ähnlicher Langspielplatten (Seite zwei, Seite drei,…) wurde nicht mehr realisiert. Es kam auch nicht zur Auskopplung einer Single. Im Zuge des Easy-Listening-Revivals seit den 1990er Jahren wurde die LP schließlich zu einem gesuchten Kultobjekt. Im Februar 2009 erschien bei dem Label Bureau B die Wiederveröffentlichung des Albums auf CD (Bestellnummer: bb 20) mit neuer Titelreihenfolge und neu gestaltetem Cover.

## Kritiken
Die Wiederveröffentlichung des Albums erhielt überwiegend positive Kritiken. Für Philipp Schmidt von der Musikzeitschrift now! geriet die Umsetzung durch Arrangeur Hoffmann höchst ansprechend. Die Songs hätten diesen gewissen leichten Swing und würden von Maerz mit gutem Gespür interpretiert. Auch Stefan Weber lobte im Online-Magazin von Computer Bild das jazzige, üppig orchestrierte Easy-Listening-Gewand, das den Songs hervorragend stehe, und fügte hinzu: „Ihre wahre Stärken offenbaren Maerz und ihre Mitstreiter aber gerade jenseits dieser luftig-leichten Popsongs, das träumerische „Ein Haus ist kein Zuhaus“ („A House Is Not A Home“) etwa wird in ihrer Interpretation zum gravitätisch-schwermütigen Chanson.“
Das vom Verlag SuKuLTuR betriebene Onlinefeuilleton satt.org kam zu der Schlussfolgerung: „Deutscher Schlager ist das alles nicht, sondern eher schwer einzuordnende, international ausgerichtete Musik zwischen Jazz, Musical, Easy Listening und Pop. […] Auch wenn es Marion Maerz nicht gelang, sich mit Bacharachs Songs als ernstzunehmende Chansonette zu etablieren, kann sie heute stolz darauf sein, dieses Wagnis unternommen zu haben.“ Mario Lasar von der Musikzeitschrift Intro fand hingegen, dass „der deutschsprachige Gesang die Stücke in Schlagernähe“ rücke, die „Brillanz der Kompositionen“ jedoch unangetastet lasse. Zudem hätte sich im Zuge der Übersetzung das Maß an Unmittelbarkeit erhöht, mit der man die Songinhalte wahrnehme.
Kevin Macneil Brown vom New Yorker Online-Magazin dusted schrieb: „Die Arrangements weisen oft eine fremdartige, traumhafte Qualität auf.“ Der von Maerz „mit einem Hauch von Brecht-Weill“ vorgetragene Track Wenn ich die Regentropfen seh’ (Raindrops Keep Fallin' on My Head) klinge gar „bizarr, vielleicht sogar expressionistisch“. Der US-amerikanische Jazzkritiker Will Layman von PopMatters bemängelte hingegen, dass die deutschen Texte, die er inhaltlich nicht verstehe, für amerikanische Hörer einige „Ecken und Kanten“ aufwiesen. Die cleveren Arrangements der Bacharach-Originale seien nunmehr eine „blasse Nachahmung“. Maerz klinge „hell und melodisch“ und ungefähr so amerikanisch wie „Sängerinnen im Mickey Mouse Club“.